# 賈利·古柏
賈利·古柏（英語：Gary Cooper，1901年5月7日—1961年5月13日）是一位美國知名演員，曾經獲得5次奧斯卡最佳男主角獎提名，總共奪得2次奧斯卡最佳男主角獎（《約克軍曹》與《日正當中》）與1次金球奬最佳男主角，他也在1961年獲得奧斯卡終身成就獎。他被他的同事暱稱為「Coop」。
在1999年時，他被美國電影學會選為百年來最偉大的男演員第11名。除了《日正當中》的角色以外，古柏主演的《約克軍曹》、《洋基之光》中的盧·賈里格與威爾·肯，皆列入2003年的AFI百年百大英雄與惡魔的名單中。

## 童年
賈利·古柏本名為法蘭克·詹姆斯·古柏（Frank James Cooper），出生於赫勒拿，雙親為擔任律師與法官的查爾斯·亨利·古柏（出生在英國的貝德福德）與愛麗絲·古柏（出生在英格蘭的肯特）。因為愛麗絲·古柏希望兩個兒子可以接受更好的教育，所以安排他們離開比較蠻荒的蒙大拿州，計畫讓他們在1910年至1913年間進入丹斯塔布學校就讀。因為第一次世界大戰爆發，所以愛麗絲·古柏只好帶著兒子返回美國，並讓賈利·古柏進入博茲曼的高中就讀。
當他13歲時曾在一次汽車事故中傷了臀部，於是在醫生的建議下，他被送回雙親所有的農場（位於赫勒拿附近）來休養。賈利·古柏後來進入赫勒拿的衛斯連大學就讀，後來轉學到愛荷華州的格林内爾學院，他曾經試圖加入戲劇社，不過沒有成功。他在這裡待到1924年，不過最終沒有畢業。然後他回到赫勒拿，管理雙親的農場，並在當地的報紙上投稿漫畫作品。他的父親於1924年離開蒙大拿州最高法院，並與妻子搬到洛杉磯。因為賈利·古柏對於擔任赫勒拿報紙的漫畫編輯失去興趣，所以也跟著父母搬到洛杉磯，因為他認為「與其又餓又凍，不如暖和的挨餓」。

### 好萊塢時期
在成為推銷員與在洛杉磯創辦報紙失敗之後，賈利·古柏發現他可以在電影中擔任臨時演員（尤其是擔任牛仔）來賺錢。他曾經在湯姆·米克斯1925年的西部片《Dick Turpin》中演出。在一年之後，賈利·古柏在電影《Lightnin' Wins》中擔任主角，與愛琳恩·塞吉維克（Eileen Sedgewick）共同演出。在結束短片的演出之後，他與派拉蒙影業簽下一紙長期合約。而他也在1925年將名字改為賈利，這是因為角色分派導演Nan Collins的建議，他認為這個名字喚起她的出生地加里「粗獷、堅忍」的自然性格。
賈利·古柏在演出首部有聲電影《The Virginian》（1929年）後成為一位知名演員，這也使得1932年的《戰地鐘聲》與1936年的《富貴浮雲》更增加他的票房吸引力。古柏也是製作人大衛·O·塞爾茲尼克在為《亂世佳人》的男主角白瑞德第一考慮的人選。後來古柏拒絕演出時，塞爾茲尼克非常的激動，他並說「亂世佳人將會是好萊塢史上最大的失敗，我很高興這將會是克拉克·蓋博的失敗，不是我的失敗。」後來亞弗列·希治閣曾經希望古柏演出《海外特派员》（1940年）與《海角擒凶》（1942年），不過皆被他所拒絕。後來古柏承認回絕與亞弗列·希治閣合作是一個「錯誤」，亞弗列·希治閣則以長相類似的喬爾·麥克利亞來取代他。
古柏幾乎持續演出到生命結束之前，在威廉·惠勒執導的電影《友誼的說服》（Friendly Persuasion，1956年）中，他飾演x內戰時期的一位教友派的農夫。他最後一次演出是麥可·安德森的《天網記 》（The Naked Edge，1961年）。

### 私生活
賈利·古柏與名媛維若妮卡·巴爾夫（Veronica Balfe）結婚，維若妮卡·巴爾夫曾經短暫的以藝名珊卓拉·蕭擔任過演員，她最出名的表演是在電影《金剛》中，演出被大金剛抓住的女人。古柏應妻子要求，信仰天主教。他們育有一個女兒。但是他經常與合作女星，包括瑪琳·黛德麗、葛莉絲·凱莉、派翠西亞·尼爾鬧出緋聞，古柏夫婦曾分居過幾年。
賈利·古柏和歐內斯特·海明威是朋友，他們有時會一起去渡假；古柏正是海明威所著《戰地鐘聲》改編的電影的主演。賈利·古柏與詹姆斯·史都華也是好友，史都華夫婦是古柏撮合的：1961年4月，賈利·古柏因攝護腺癌病危，史都華代其領取奧斯卡終身成就獎，並發表感人的演說，但也暗示他已經回天乏術。賈利·古柏於次月、60歲生日幾天後去世。
賈利·古柏在去世之後被葬在加利福尼亞州卡爾弗城（Culver City）的聖十架墳場）Holy Cross Cemetery）。不過，他的遺體在幾年後移到紐約的南開普敦。
賈利·古柏的政治立場傾向於共和黨保守主義。

### 傳奇

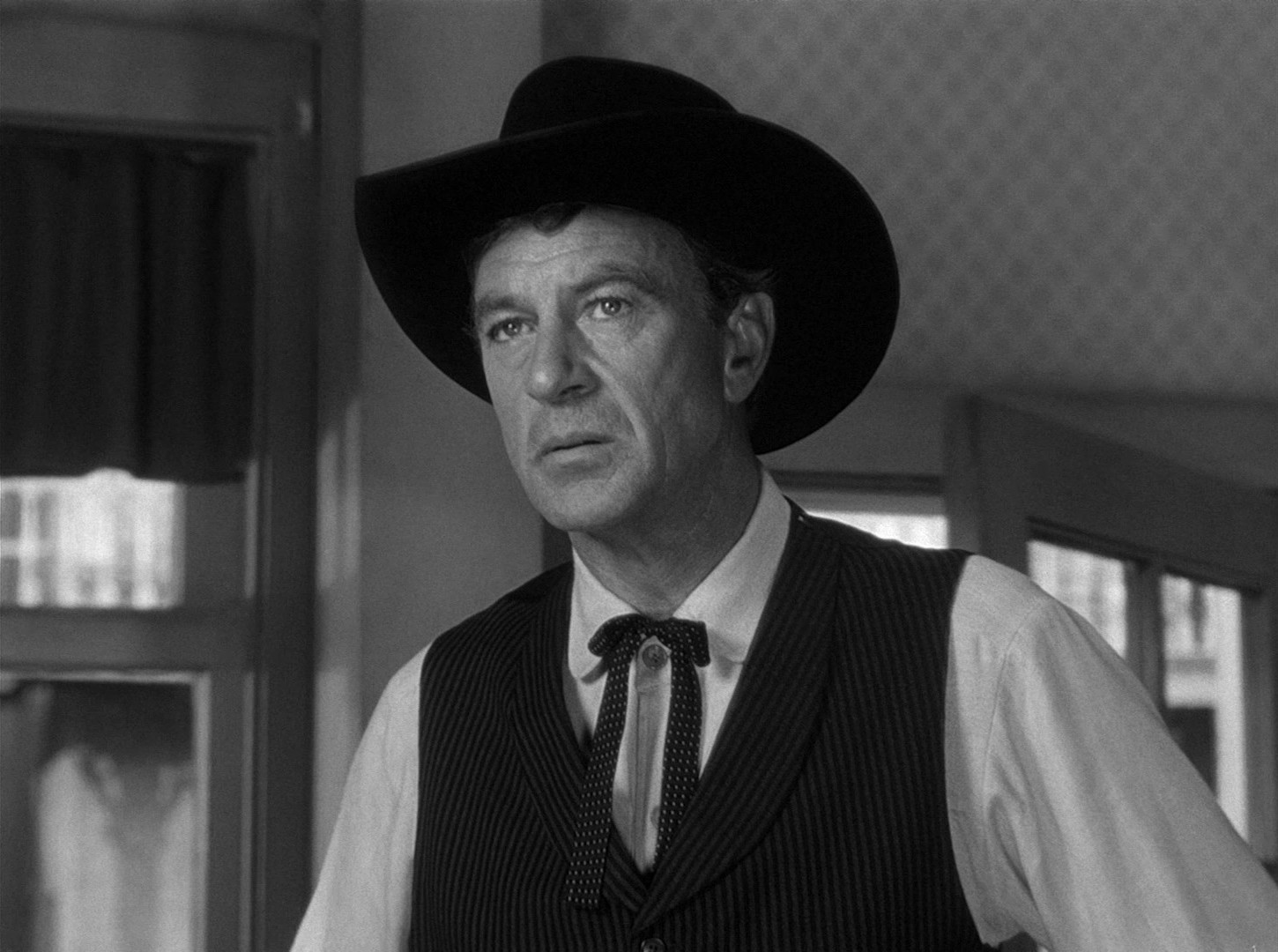
《日正當中》中的賈利·古柏，1952年。

1999年，賈利·古柏被美國電影學會選為百年來最偉大的男演員第11名。2003年，美國電影學會公布的AFI百年百大英雄與反派名單，古柏是惟一一位出現最多的演員，他在銀幕英雄的部分出現三次，分別是在《日正當中》、《洋基之光》、《約克軍曹》所扮演的角色。
賈利·古柏在好萊塢星光大道有屬於他的星。位於奧克拉荷馬州奧克拉荷馬市的「國立牛仔與西部史蹟博物館」（National Cowboy & Western Heritage Museum），將他列入西部演員的展覽廳。
他的名字一再被後人提及；歌曲創作家艾文·柏林（Irving Berlin）曾有歌詞“Trying hard to look like Gary Cooper”。在HBO的電視影集黑道家族，劇中主角多次表示他欣賞古柏剛強、沉默的形象。1970年代英國的一個電視影集，主演演員亦效法賈利·古柏。後進的著名影星卻爾登·希斯頓、摩根·弗里曼都表示賈利·古柏是他們心目中表演角色的模範。

## 主要作品
- 《富貴浮雲》(Mr. Deeds Goes to Town) （1936年、導演：法蘭克·卡普拉） 
  - 提名奧斯卡最佳男主角獎
- 《亂世英傑》(The Plainsman) （1936年、導演：賽西爾·德米爾）
- 《 風雲人物》(Meet John Doe) （1941年、導演：法蘭克·卡普拉；合演：芭芭拉·史坦維克）
- 《約克軍曹》(Sergeant York) （1941年、導演：霍華·霍克斯）
  - 奧斯卡最佳男主角獎
- 《火球》(Ball of Fire) （1941年、 導演：霍華·霍克斯；合演：芭芭拉·史坦維克）
- 《洋基之光》(The Pride of the Yankees) （1942年、導演：山姆·伍特（英语：Sam Wood））
  - 提名奧斯卡最佳男主角獎
- 《戰地鐘聲》(For Whom the Bell Tolls) （1943年、導演：山姆·伍特；合演：英格麗·褒曼）
  - 提名奧斯卡最佳男主角獎
- 《日正當中》(High Noon) （1952年）
  - 奧斯卡最佳男主角獎
  - 金球獎最佳戲劇類電影男主角
- 《四海一家》(Friendly Persuasion) （1956年、導演：威廉·惠勒）
  - 提名金球獎最佳戲劇類電影男主角
- 《黃昏之戀》(Love in the Afternoon) （1957年、導演：比利·懷德；合演：奧黛麗·赫本）
- 《西部人》(Man of the West) （1958年、導演：安東尼·曼）
- 《吊人樹》(The Hanging Tree) （1959年、導演：狄瑪·戴維斯（英语：Delmer Daves））

| 獎項                   | 獎項                              | 獎項                 |
| ---------------------- | --------------------------------- | -------------------- |
| 前任： 詹姆斯·史都華   | 奧斯卡最佳男主角獎 1941年         | 繼任： 詹姆斯·卡格尼 |
| 前任： 亨弗萊·鮑嘉     | 奧斯卡最佳男主角獎 1952年         | 繼任： 威廉·荷頓     |
| 前任： 弗雷德里克·馬區 | 金球獎最佳戲劇類電影男主角 1952年 | 繼任： 史賓塞·屈賽   |

## 外部連結
- Gary Cooper在互联网电影资料库（IMDb）上的資料（英文）
- TCM电影资料库上賈利·古柏的资料（英文）
- The Gary Cooper Pages （页面存档备份，存于）
- Profile （页面存档备份，存于） @ Turner Classic Movies